# Der Lügner und die Nonne (Film)
Der Lügner und die Nonne ist ein österreichischer Spielfilm des Regisseurs Rolf Thiele aus dem Jahr 1967. Das Drehbuch verfasste Joseph Czech. Es basiert auf dem gleichnamigen Bühnenstück in drei Akten von Curt Goetz. Die Außenaufnahmen entstanden am Attersee in Oberösterreich, auf der Burg Zvíkov im heutigen Tschechien und in Salzburg. In der Bundesrepublik Deutschland kam der Film das erste Mal am 10. November 1967 in die Kinos.

## Handlung
Die Novizin Angela findet eines Nachts unter den Jasminsträuchern des Klostergartens ein Baby, das offenbar von seiner Mutter ausgesetzt worden ist. Sie nimmt es mit in ihre Zelle und versorgt es, bis die gestrenge Äbtissin ihr bedeutet, dass das Kind auf die Dauer nicht im Kloster bleiben könne. Weil sich aber Angela von dem Jungen nicht trennen möchte und die Äbtissin einen Arzt herbeiholt, der untersuchen soll, ob die schlimmen Befürchtungen der Nonnen hinsichtlich der Herkunft des Kindes zutreffen, springt Angela in ihrer Verzweiflung kurzerhand aus dem Fenster in einen See. Sie wird von dem jungen Nichtstuer Charly ans Ufer gezogen. Dieser wird von einem reichen, ihm aber unbekannten Vater ausgehalten, was ihm ermöglicht, seine Studienzeit mit allerlei Schnickschnack zu verbringen.
Nach manchen Verwirrungen, zu deren Klärung sogar der Kardinal erscheint, stellt sich heraus, dass Charly der Vater des Kindes ist, während sich ihm der Kardinal als sein Vater zu erkennen gibt. So kommt’s zum Happy End zwischen Charly und Angela.

## Kritik
„Verfilmung eines Bühnenstückes von Curt Goetz, gut fotografiert und annehmbar unterhaltsam gespielt.“

„Ein mit modischen Spielereien durchsetzter, stilistisch sehr uneinheitlicher Film, der vor allem in jenen Partien, die zu der Vorlage hinzuerfunden worden sind, Geist und Charme vermissen läßt. Ab 16 Jahren möglich.“